# Geocoridae
Famille
Synonymes
- Geocorisae Leston, Pendergrast & Southwood, 1954[2]

Les Geocoridae sont une famille d'insectes hétéroptères (punaises) de la super-famille des Lygaeoidea.

## Description
Les Geocoridae ont un corps trapu, ovoïde à rectangulaire, de 2,5 à 6 mm de long. Comme les autres Lygaeoidea, les Geocoridae ont des antennes et un rostre de 4 articles, et dont les membranes ont 4 à 5 veines. Ils se distinguent toutefois des autres familles de Lygaeoidea par le fait d'avoir les stigmates abdominaux dorsaux, sauf ceux des segments 5 et 6, où ils sont ventraux. Les sutures entre les tergites (segments de la face supérieure de l'abdomen) 4 et 5, et 5 et 6 sont presque toujours (sauf chez les Bledionotinae) fortement incurvées vers l'arrière (alors qu'ils sont droits chez les Lygaeidae et les Blissidae). Une autre caractéristique concerne leurs yeux particuliers, souvent gros, réniformes, parfois pédonculés, et souvent projetés en arrière, jusqu'à pouvoir atteindre les bords latéraux du pronotum. Cela leur vaut le nom vernaculaire en anglais de « big eyes bugs », ou « punaises à gros yeux ». Les ocelles ne sont pas entourées d'un sillon. Le pronotum est souvent large, parfois avec un sillon transverse. Les tarses comptent 3 articles,,.

## Répartition et habitat
Cette famille est cosmopolite. On les rencontre dans les champs, les prés et l'herbe mais également dans des habitats très variées, voire extrême (désertiques, haute montagne), ainsi que la forêt tropicale (Pamphantinae), ou au sol (Bledionotinae). Certaines espèces sont des halophiles strictes, plus liées à la salinité qu’aux plantes.  

## Biologie

### Cycle de vie
En Europe, les Geocoridae hivernent au stade adulte. Les œufs sont pondus par les femelles sur les feuilles ou les tiges de plantes, de manière solitaire ou grégaire. Selon la température ambiante, le développement embryonnaire dure entre 5 à 30 jours, pour une moyenne de 10-12 jours. Il y a 5 stades juvéniles. La durée du développement larvaire est essentiellement influencée par la température, la qualité et la quantité de l’alimentation. En France, il est de 20 à 45 jours pour les juvéniles qui n’hibernent pas. L’accouplement se fait souvent par opposition linéaire, dos à dos, le pygophore du mâle tournée à 180° (la face dorsale vers le bas). 
En France, les espèces sont souvent univoltines mais parfois bivoltines, s’adaptant aux variations de températures. L’hibernation a souvent lieu au stade adulte, cachée dans la litière ou les tiges des plantes-hôtes. Les mortalités hivernales sont importantes. Ils reprennent leur activité au printemps, après la fonte des neiges. S’il n’y a qu’une seule génération, les adultes sont visibles de mai à septembre, avec un pic d’abondance entre juin et août. En cas de deux générations, celles-ci se recouvrent partiellement. 

### Alimentation
Les Geocorinae sont des punaises prédatrices de pucerons, d'acariens, d'oeufs de papillons et de chenilles, et sont de ce fait souvent utilisées en lutte biologique,,,. Dès lors, plusieurs ont fait l'objet d'études en laboratoire,,. 
Il se peut qu'ils soient toutefois omnivores, et certains ont des plantes hôtes. Les autres sous-familles sont phytophages et sans doute granivores. Les Henestarinae sont souvent associés à des plantes halophiles. 
Les Bledionotinae et Pamphantinae sont myrmécomorphes. 

## Galerie

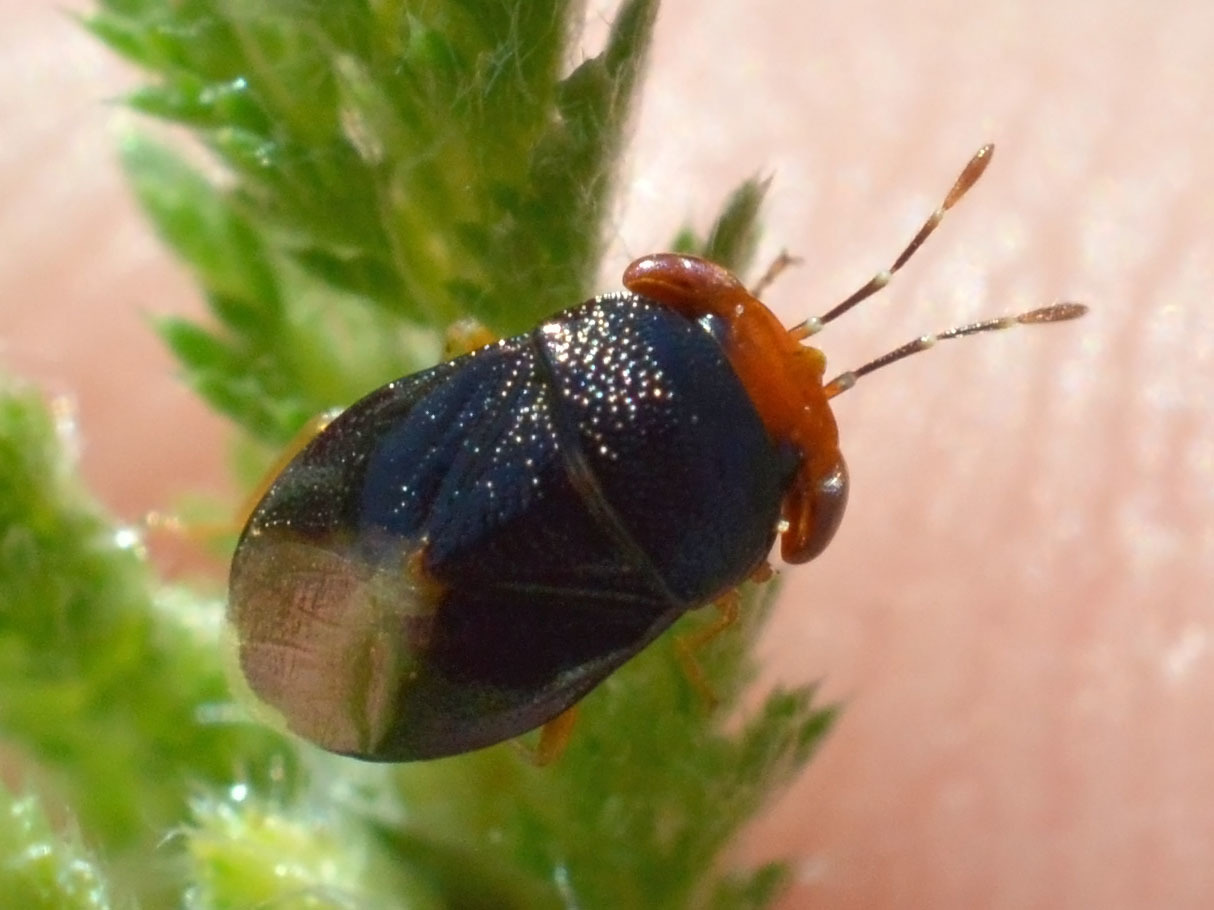
Geocorinae : Geocoris erythrocephalus, Géocore à tête rouge, Bulgarie.
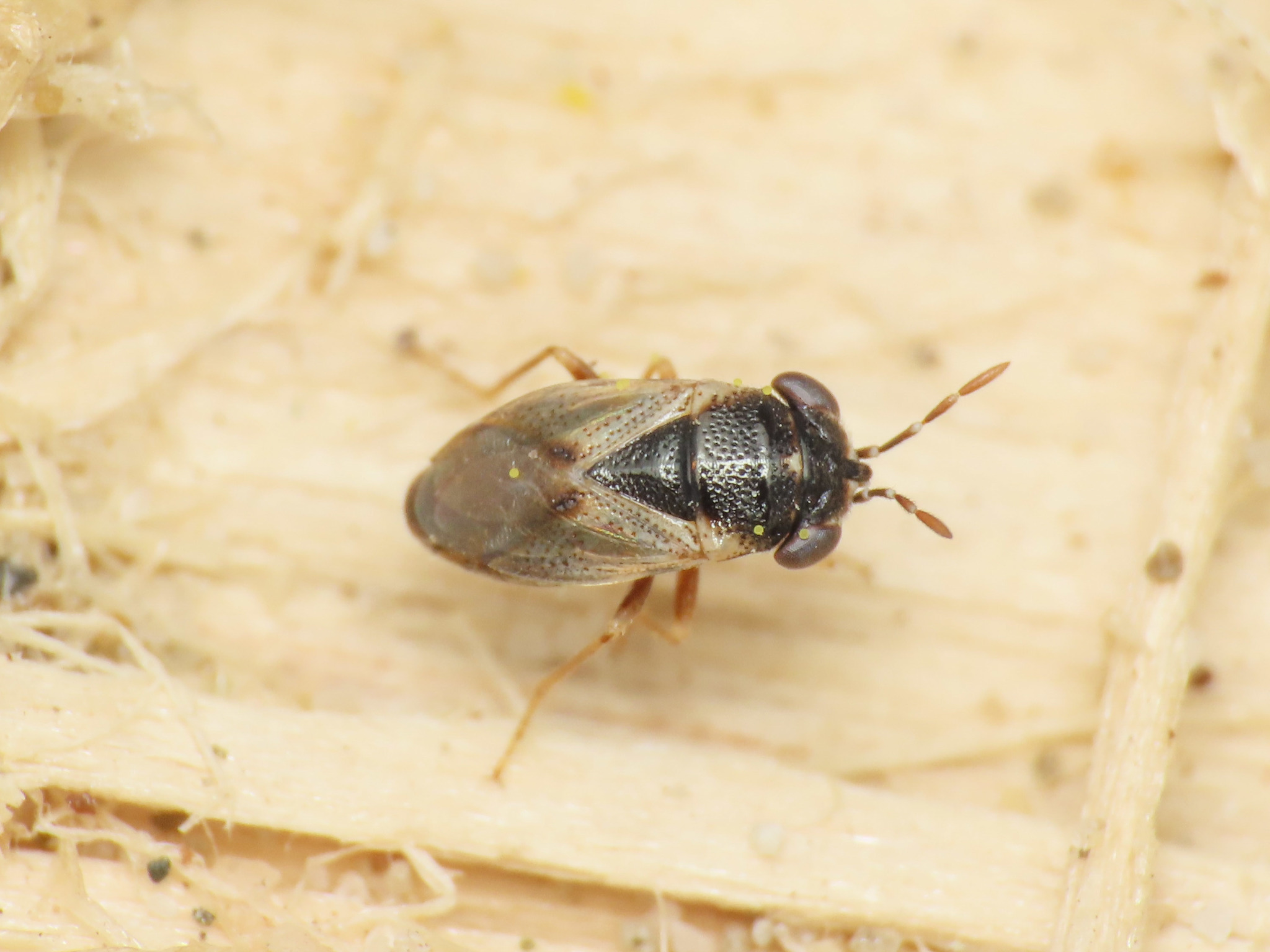
Geocorinae : Geocoris megalocephalus, Italie.
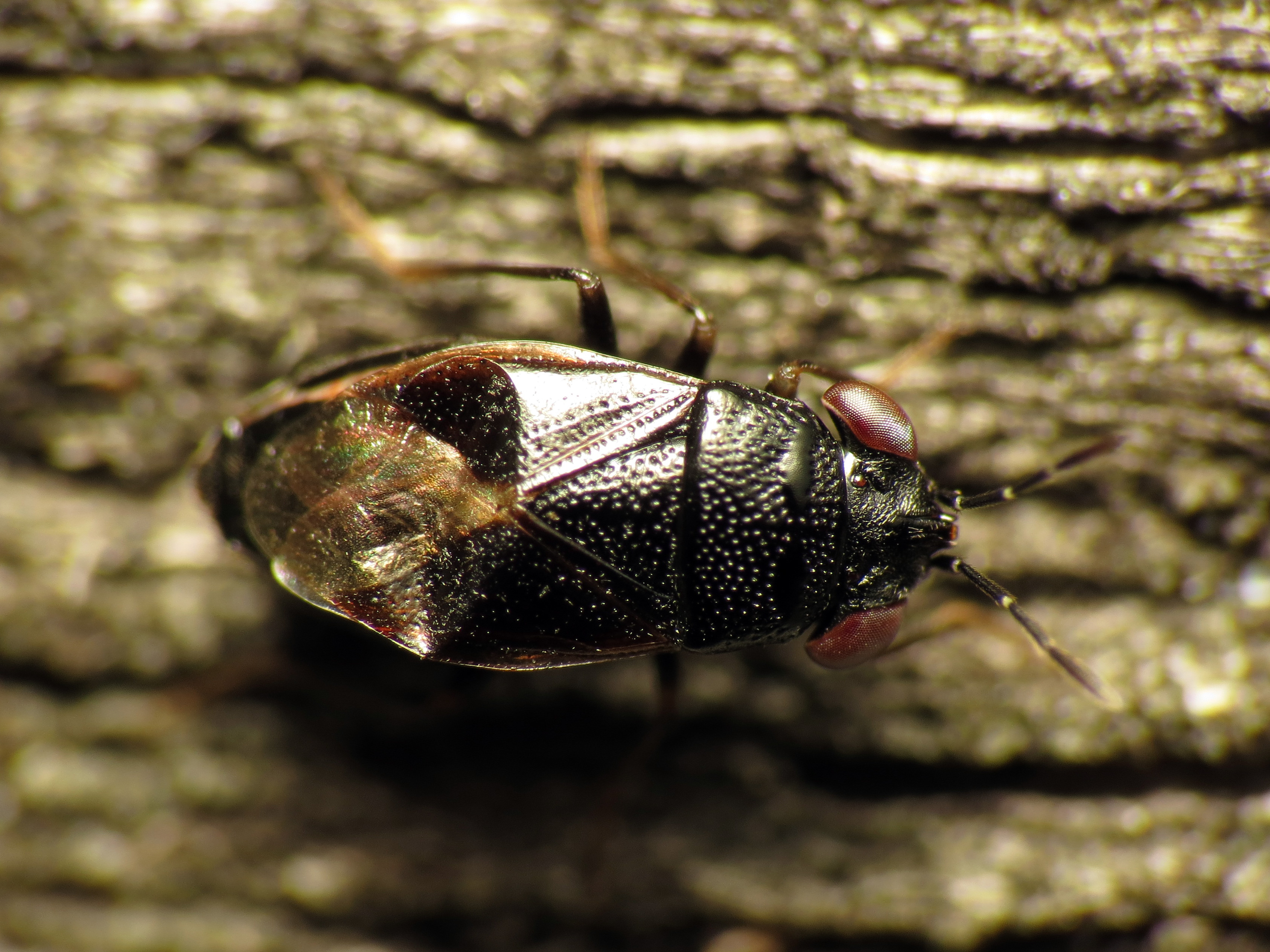
Geocorinae : Geocoris uliginosus, Washington DC (États-Unis).
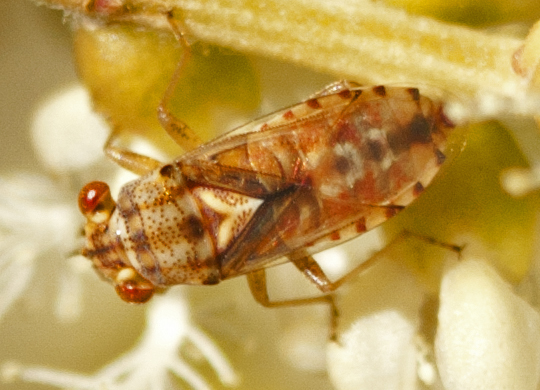
Geocorinae : Germalus victoriae, Brisbane (Australie).
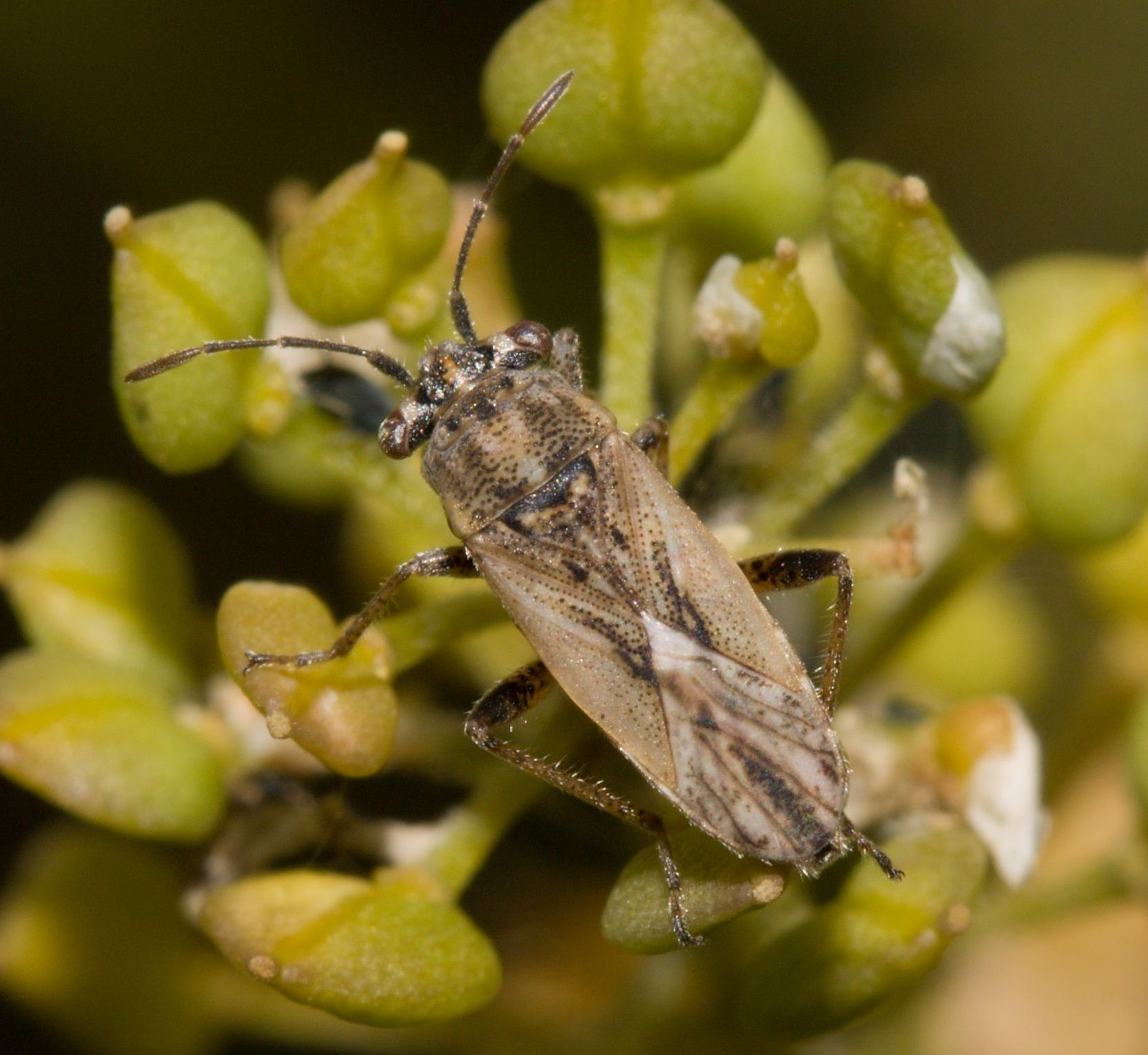
Henestarinae : Henestaris halophilus, Serbie.
- Video d'un Geocoris dans le sable de la réserve naturelle d'Al Marmoom, à Dubaï.

## Systématique
Ce taxon et regroupement a été reconnu d'abord par l'entomologiste allemand Friedrich Bärensprung (d) en 1860, suivi par Stål en 1862 et la plupart des auteurs suivants, avec un contenu correspondant aux actuels Geocorinae. Ils ont longtemps été considérés comme une sous-famille des Lygaeidae pris dans une acception large.  
Le périmètre actuel des Geocoridae est encore discuté aujourd'hui. Il a été défini en 1997 par Thomas J. Henry, qui a reconnu trois sous-familles, les Bledionotinae (y compris les Pamphantinae), les Geocorinae et les Henesterinae. Cette définition est liée à la morphologie particulière des yeux, des sutures des tergites 4 à 6, et des stigmates abdominaux dorsaux sauf ceux des segments 5 et 6.  
En 1999, J. A. Slater définit la famille de manière légèrement différente, et sépare les Pamphantinae des Bledionotinae. Enfin, en 2012, un genre nouvellement décrit est rattaché aux Geocoridae dans une nouvelle et cinquième sous-famille, celle des Australocorinae, qui, bien qu'ils présentent les yeux des Geocorinae, ont tous les stigmates abdominaux en position dorsale. Toutefois, la légitimité de cette sous-famille reste encore questionnée, de par sa très grande ressemblance avec le genre Germalus des Geocorinae. 
Un catalogue en ligne est consultable sur le site Lygaeoidea Species Files, selon lequel la famille compte 35 genres et un peu plus de 300 espèces.

### Fossiles
Trois espèces fossiles ont été découvertes, la plus ancienne datant de l'Éocène supérieur (Priabonien, −38 à −34 millions d'années), et deux espèces éteintes du genre Geocoris encore existant. 

### Liste des sous-familles, tribus, et genres
Selon BioLib (21 octobre 2022), complété selon Lygaeoidea Species Files :
- sous-famille Australocorinae Malipatil, 2012
  - genre Australocoris Malipatil, 2012
- sous-famille Bledionotinae
  - genre Bledionotus Reuter, 1878
- sous-famille Geocorinae Dahblom, 1851
  - genre Apennocoris Montandon, 1907
  - genre Ausogeocoris Malipatil, 2013
  - genre Capitostylus Malipatil, 2013
  - genre Geocoris Fallén, 1814
  - genre Geocoroides Distant, 1918
  - genre Germalus Stål, 1862
  - genre Hypogeocoris Montandon, 1913
  - genre Isthmocoris McAtee, 1914
  - genre Mallocoris Stål, 1872
  - genre Nannogermalus Kóbor & Kondorosy, 2020
  - genre Nesogermalus Bergroth, 1916
  - genre Ninyas Distant, 1882
  - genre Pseudogeocoris Montandon, 1913
  - genre Stenogeocoris Montandon, 1913
  - genre Stenophthalmicus A. Costa, 1875
  - genre Stylogeocoris Montandon, 1913
  - genre Unicageocoris Malipatil, 2013
  - genre Umbrageocoris Kóbor, 2019
- sous-famille Henestarinae Douglas & Scott, 1865
  - genre Coriantipus Bergroth, 1912
  - genre Engistus Fieber, 1864
  - genre Henestaris Spinola, 1837
- sous-famille Pamphantinae Barber & Bruner
  - tribu Cattarini
    - genre Cattarus Stål, 1858
    - genre Cephalocattarus Slater & Henry, 1999

  - tribu Epipolopini
    - genre Epipolops Herrich-Schaeffer, 1850

  - tribu Indopamphantini Malipatil, 2017
    - genre Indopamphantus Malipatil, 2017
    - genre Paraindopamphantus Malipatil & Scudder, 2018

  - tribu Pamphantini
    - genre Abpamphantus Barber, 1954
    - genre Austropamphantus Slater, 1981
    - genre Cymapamphantus Henry, 2013
    - genre Neopamphantus Barber & Bruner, 1933
    - genre Pamphantus Stål, 1874
    - genre Parapamphantus Barber, 1954
    - genre Tropicoparapamphantus Brailovsky, 1989